# مولد أكسجين كيميائي

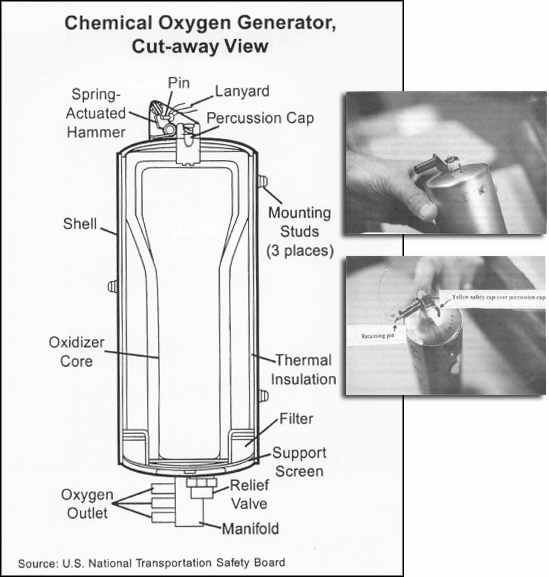
مولد الأكسجين الكيميائي

مولد الأكسجين هو جهاز يقوم بتحرير غاز الأكسجين من خلال تفاعل كيميائي. عادة ما يكون مصدر الأكسجين هو فوق أكسيد لاعضوي، أو كلورات أو فوق كلورات، كما تعد الأوزونيدات إحدى مجموعات المركبات الواعدة من أجل توليد الأكسجين. إن المولدات عادة ما يتم تشغيلها من خلال صاعق، وغالباً ما يكون التفاعل الكيميائي ناشر للحرارة، مما يجعل من المولد أحد المصادر المحتملة لنشوب الحرائق.

## المبدأ
تتألف نواة جهاز مولد الأكسجين الكيميائي من مركب كلورات الصوديوم NaClO3، والذي يمزج مع أقل من 5% فوق أكسيد الباريوم BaO2 و أقل من 1% من فوق كلورات البوتاسيوم KClO4. تتكون المتفجرات في حجرة الصاعق من مزيج من ستيفنات الرصاص و التيترازين. يكون التفاعل الكيميائي ناشراً للحرارة، بحيث تصل درجة حرارة الغلاف الخارجي للوعاء إلى 260°س. حسب هذا التطبيق يزوّد الجهاز بالأكسجين من 12 إلى 22 دقيقة.

## شمعة الأكسجين
شمعة الأكسجين أو شمعة الكلورات عبارة عن مولّد أكسجين كيميائي أسطواني يحوي مزيجاً من كلورات الصوديوم ومسحوق الحديد، والذي يشتعل بشكل بطيء عند حوالي 600°س، حيث يتشكل كلوريد الصوديوم وأكسيد الحديد وغاز الأكسجين وذلك بمعدل 6.5 ساعات لكل كيلوغرام من المزيج. يكون تفاعل تفكك الكلورات هو المشكل للأكسجين:
{\displaystyle \mathrm {2\ NaClO_{3}\longrightarrow 2\ NaCl+3\ O_{2}} }
في حال حفظ المكوّنات ضمن شروط جيدة فإن العمر الافتراضي لشمعة الأكسجين طويل، يمكن أن يصل إلى 20 سنة، دون أن يحدث نقصان في كمية الأكسجين المستحصل عليها.
يمكن أن تستخدم مزائج أخرى في تركيب شمعة الأكسجين مثل غير كلورات الصوديوم مثل كلورات البوتاسيوم أو كلورات الليثيوم أو فوق كلورات الصوديوم أو فوق كلورات البوتاسيوم أو فوق كلورات الليثيوم.
يمكن أن تؤدي شمعة الأكسجين إلى وقوع حوادث مثلما حصل في 21 مارس 2007 عندما حدث انفجار بسبب أحد هذه الشمعات المركبة في غواصة نووية بريطانية HMS Tireless S88 وذلك تحت القطب الشمالي، مما أدى إلى مقتل جنديين اثنين البحرية الملكية البريطانية. كان سبب الحادث تلوث شمعة الأكسجين بزيت الهيدروليك، مما أدى إلى انفجارها بدل اشتعالها.

## الاستخدامات
استخدم مركب فائق أكسيد البوتاسيوم كمصدر للأكسجين في المهمات الأولى من برنامج الفضاء السوفيتي ومن أجل رجال الإطفاء ومن أجل عمليات الإنقاذ في المناجم. كما يستخدم مبدأ مولد الأكسجين الكيميائي في الطائرات والغواصات. كذلك في محطة الفضاء الدولية تستخدم مولدات الأكسجين الكيميائي من أجل التزويد بالأكسجين، حيث أن كل حاوية تعطي أكسجين بشكل كاف لشخص واحد ليوم كامل.